# توماس فيكتور هال
توماس فيكتور هال (بالإنجليزية: Thomas Victor Hall)‏ هو رسام أمريكي، ولد في 30 مايو 1879 في رايزينغ صن في الولايات المتحدة، وتوفي في 29 سبتمبر 1965.